# Fortune 1000
Le classement Fortune 1000 est celui des 1 000 plus grandes entreprises américaines classées en fonction de leur chiffre d'affaires, tel qu'il est établi par le magazine économique américain Fortune. Cette liste ne comprend que les entreprises qui sont constituées ou autorisées à faire des affaires aux États-Unis et dont le chiffre d'affaires est publiquement disponible (qu'il s'agisse ou non d'entreprises publiques cotées sur un marché boursier). La liste Fortune 500 est le sous-ensemble de la liste qui comprend les 500 plus grandes entreprises.
Cette liste attire l'attention des lecteurs professionnels qui cherchent à connaître les acteurs influents de l'économie américaine et les cibles commerciales potentielles, car ces entreprises ont généralement des budgets et des besoins en personnel importants.
Walmart a été numéro un de la liste pendant cinq des sept années de 2007 à 2014, interrompue seulement par ExxonMobil en 2009 et 2012.

## Classements
- Classement 2006